# Élections municipales de 2021 en Chaudière-Appalaches
Les élections municipales québécoises de 2021 se déroulent le 7 novembre 2021. Elles permettent d'élire les maires et les conseillers de chacune des municipalités locales du Québec, ainsi que les préfets de quelques municipalités régionales de comté.

## Lévis
Résultats
|             | Élection (2017) | Dissolution (2021) | Élection (2021) |
| Maire       | Gilles Lehouillier | Gilles Lehouillier | Gilles Lehouillier |
| Conseillers | Mario Fortier Clement Genest Isabelle Demers Réjean Lamontagne Karine Lavertu Michel Turner Guy Dumoulin Karine Laflamme Brigitte Duchesneau Steve Dorval Serge Côté Janet Jones Amélie Landry Fleur Paradis Ann Jeffrey | Mario Fortier Clement Genest Isabelle Demers Réjean Lamontagne Karine Lavertu Michel Turner Guy Dumoulin Karine Laflamme Brigitte Duchesneau Steve Dorval Serge Côté Janet Jones Amélie Landry Fleur Paradis Ann Jeffrey | Serge Biron Jeannot Demers Isabelle Demers Réjean Lamontagne Karine Lavertu Michel Turner Guy Dumoulin Michel Patry Brigitte Duchesneau Steve Dorval Serge Côté Andrée Kronström Amélie Landry Fleur Paradis Ann Jeffrey |

- Démission d'Andrée Kronström en 24 octobre 2022 pour retourner à son poste de coroner[1],[2].

- Élection d'Alexandre Fallu au poste de conseiller du district 12 le 19 février 2023[1].

| Candidat | Candidat        | Parti           | Voix  | %       |
| -------- | --------------- | --------------- | ----- | ------- |
|          | Alexandre Fallu | Repensons Lévis | 761   | 48,92 % |
|          | Pascal Brulotte | Lévis Force 10  | 750   | 48,21 % |
|          | André Voyer     | Indépendant     | 45    | 2,10 %  |
| Total    | Total           | Total           | 1 556 | 100 %   |